# Athripsodes bessae
Athripsodes bessae is een schietmot uit de familie Leptoceridae. De soort komt voor in het Palearctisch gebied.